# Ls
Pour les articles homonymes, voir LS.

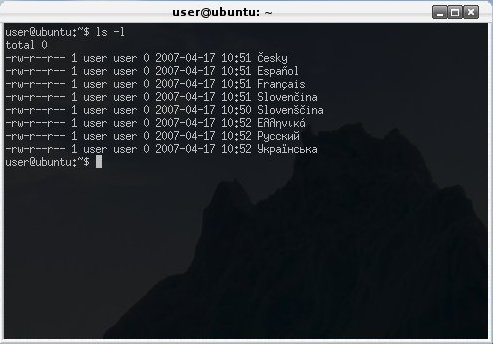
Commande ls.

ls est une commande POSIX (abréviation de list en anglais), qui permet de lister le contenu d'un répertoire.

## Exemple d'utilisation
```
$>
 
ls
altroot
bin
boot
bsd
bsd.rd
dev
etc
$>

```

Il est possible d'indiquer des arguments permettant d'obtenir plus ou moins d'informations. Par exemple l'argument "-a" permet d'afficher les fichiers dont le nom commence par "." (fichiers « cachés »).
Ces arguments peuvent varier d'une implémentation à l'autre, aussi il convient de vérifier la liste de ceux qui sont acceptés sur un système en regardant la page de manuel associée.
Voici un exemple de résultat au format long (fichiers avec leurs permissions, propriétaires, tailles, et dates de modifications) activée en utilisant l'argument "-l" :
```
$>
 
ls
 
-l

 
drwxr-xr-x
   
2
 
root
  
wheel
      
512
 
Aug
 
13
  
2008
 
altroot/

 
drwxr-xr-x
   
2
 
root
  
wheel
     
1024
 
Aug
 
13
  
2008
 
bin/

 
-rw-r--r--
   
1
 
root
  
wheel
    
43348
 
Feb
 
20
 
01
:52
 
boot

 
-rw-r--r--
   
1
 
root
  
wheel
  
6861562
 
Aug
 
13
  
2008
 
bsd

 
-rw-r--r--
   
1
 
root
  
wheel
  
5534077
 
Aug
 
13
  
2008
 
bsd.rd

 
drwxr-xr-x
   
3
 
root
  
wheel
    
20992
 
Apr
  
3
 
08
:29
 
dev/

 
drwxr-xr-x
  
19
 
root
  
wheel
     
2560
 
Apr
  
3
 
08
:29
 
etc/
$>

```

### Trier par date
```
$>
 
ls
 
-lt

 
drwxr-xr-x
   
2
 
root
  
wheel
      
512
 
Aug
 
13
  
2008
 
altroot/

 
drwxr-xr-x
   
2
 
root
  
wheel
     
1024
 
Aug
 
13
  
2008
 
bin/

 
-rw-r--r--
   
1
 
root
  
wheel
  
6861562
 
Aug
 
13
  
2008
 
bsd

 
-rw-r--r--
   
1
 
root
  
wheel
  
5534077
 
Aug
 
13
  
2008
 
bsd.rd

 
drwxr-xr-x
   
3
 
root
  
wheel
    
20992
 
Apr
  
3
 
08
:29
 
dev/

 
drwxr-xr-x
  
19
 
root
  
wheel
     
2560
 
Apr
  
3
 
08
:29
 
etc/

 
-rw-r--r--
   
1
 
root
  
wheel
    
43348
 
Feb
 
20
 
01
:52
 
boot
$>

```

Explication des colonnes :
1. permissions
2. nombre de liens
3. propriétaire
4. groupe de propriétaires
5. taille en octets
6. date de dernière modification
7. nom du fichier ou dossier

## Historique
Un utilitaire nommé ls est apparu pour la première fois dans la version originale de Unix par AT&T. Son nom vient d'une commande similaire de Multics, un système pour lequel segments de mémoire et fichiers étaient synonymes. Aujourd'hui, les deux versions populaires de ls viennent de la Free Software Foundation et des nombreuses variantes BSD. Les deux sont des logiciels libres. D'autres implémentations existent, comme lsd ou colorls.